# Myotis gracilis
Myotis gracilis — вид рукокрилих роду Нічниця (Myotis).

## Поширення, поведінка
Зустрічається в Росії, північному сході Китаю та Японії.